# 欧洲E45公路
欧洲E45公路（E45）是欧洲的一条国际公路，起点是挪威的阿尔塔，经过芬兰、瑞典、丹麦、德国和奥地利，终点为意大利的杰拉，全长4920公里，是欧洲南北方向最长的高速公路。
其中共有两段渡轮连接。第一段为瑞典哥德堡到丹麦腓特烈港，航程为2-3.5小时。另一段为意大利维拉圣乔瓦尼和西西里岛墨西拿之间。

## 线路
欧洲E45公路穿过以下主要城市：

- 挪威：阿尔塔 - 凱于圖凱努
- 芬兰：赫塔（芬蘭語：Hetta） - 帕洛约恩苏（芬蘭語：Palojoensuu） - 卡雷苏万托（芬蘭語：Kaaresuvanto）
- 瑞典：卡雷苏安多 - 波尔尤斯 - 阿尔维斯尧尔 - 厄斯特松德 - 穆拉 - 塞夫勒 - 奥莫尔 - 哥德堡 - （渡轮）
- 丹麦：（渡轮）-  腓特烈港 - 奥尔堡 - 奥胡斯 - 瓦埃勒 - 科灵 - 弗勒斯莱乌
- 德国： 弗伦斯堡 - 汉堡 - 汉诺威 - 哥廷根 - 卡塞尔 - 富尔顿 - 维尔茨堡 - 纽伦堡 - 慕尼黑 - 罗森海姆
- 奥地利：沃格尔 - 因斯布鲁克 - 布伦纳
- 意大利：福尔泰扎 - 博尔扎诺 - 特伦托 - 维罗纳 - 摩德纳 - 博洛尼亚 - 切塞纳 - 佩鲁贾 - 菲亚诺罗马诺 - 那不勒斯 - 萨勒诺 - 西奇尼亚诺 - 科森扎 - 维拉圣乔瓦尼 - （渡轮）- 墨西拿 - 卡塔尼亚 - 锡拉库萨 - 杰拉

## 沿途风景

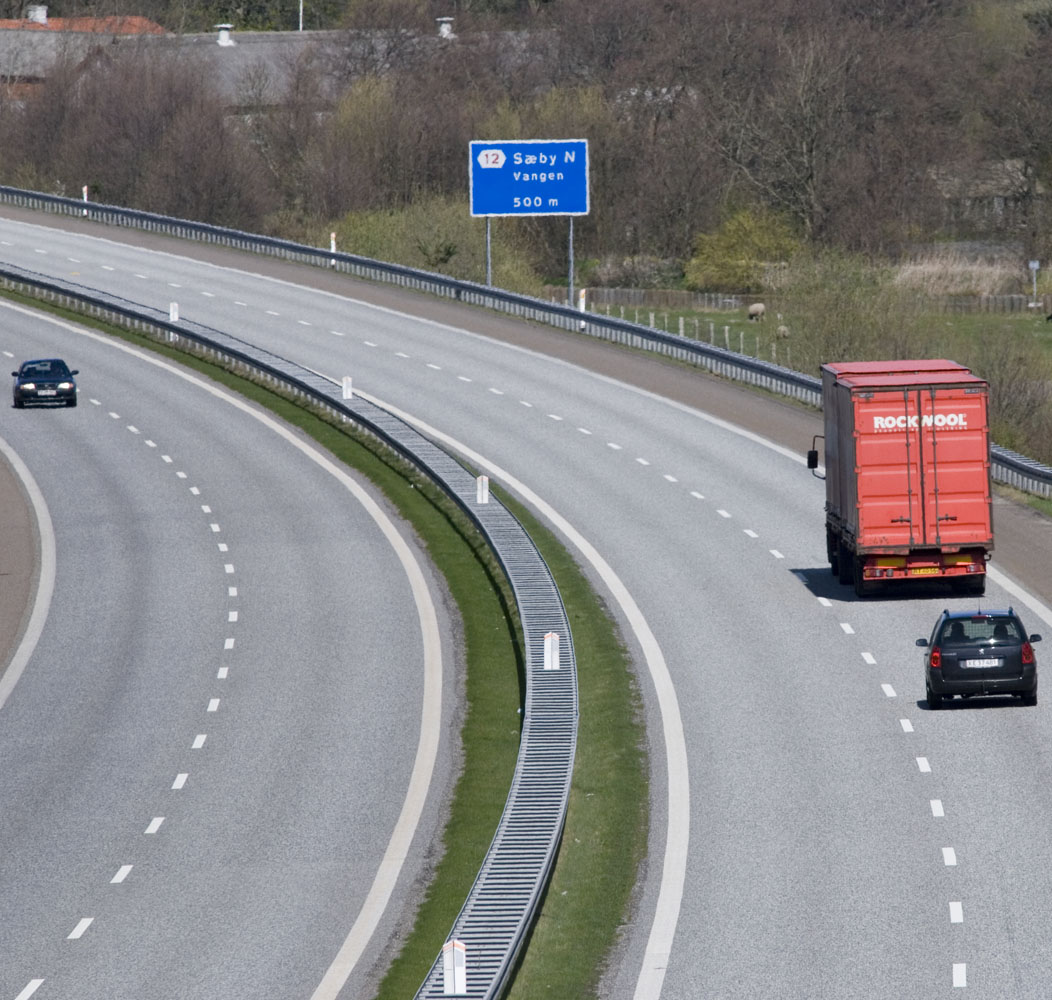
欧洲E45公路丹麦腓特烈港路段
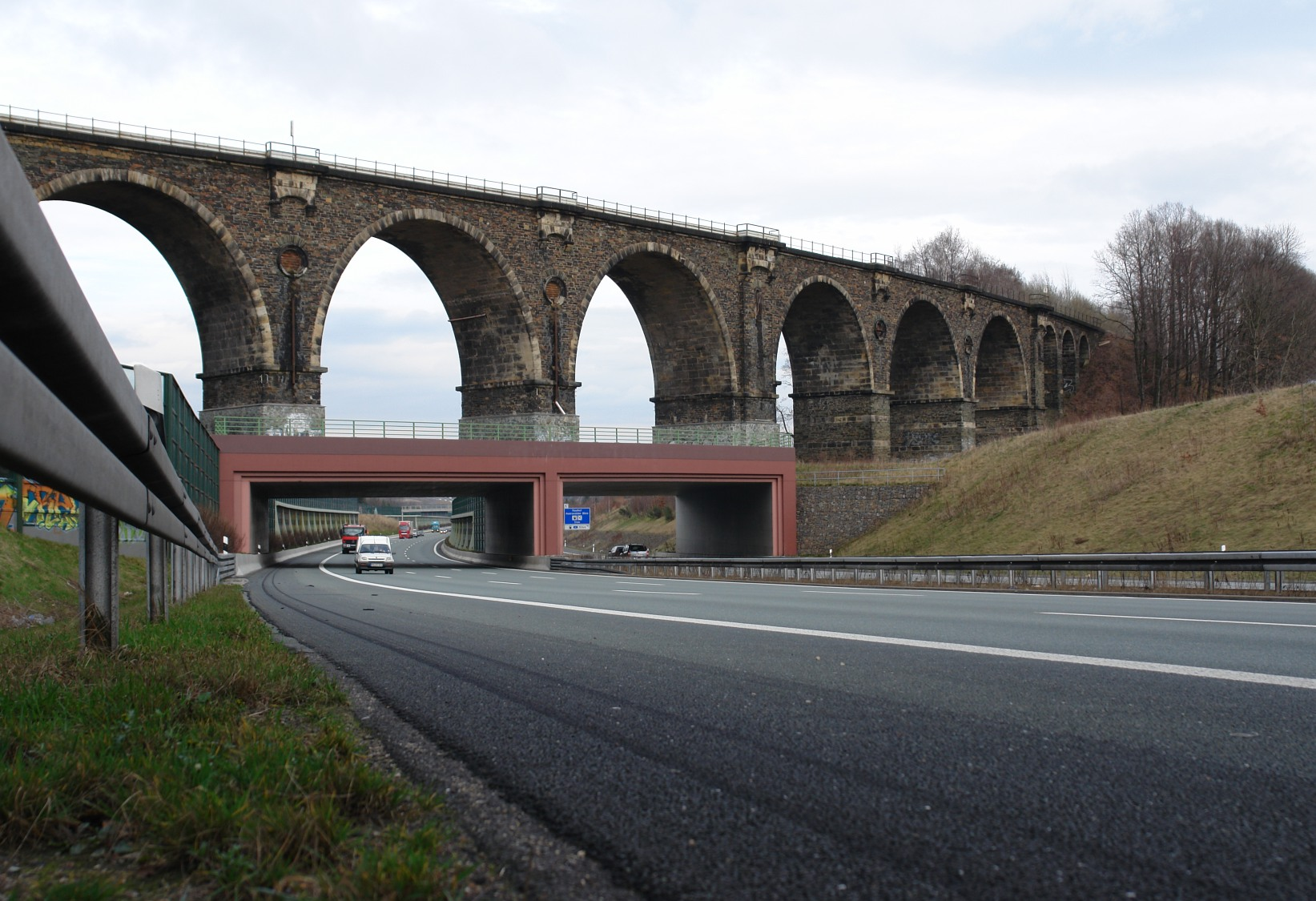
欧洲E45公路德国卡塞尔路段
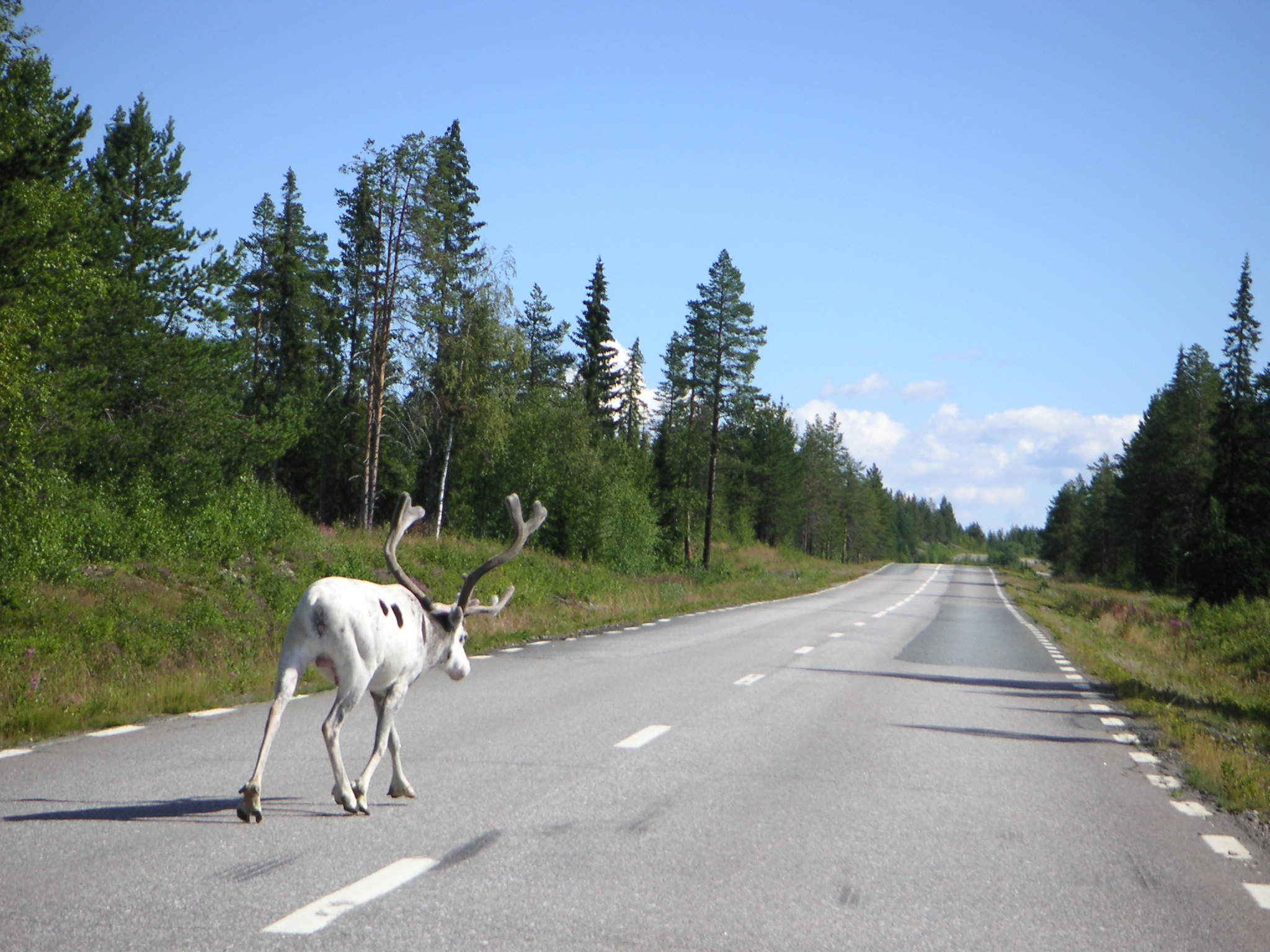
欧洲E45公路瑞典索舍勒路段